# Korrö
Korrö este o arie protejată (arie specială de conservare — SAC, sit de importanță comunitară — SCI) din Suedia întinsă pe o suprafață de 38,2 ha, integral pe uscat.

## Localizare
Centrul sitului Korrö este situat la coordonatele 56°37′01″N 15°11′53″E / 56.617°N 15.198°E.

## Înființare
Situl Korrö a fost declarat sit de importanță comunitară în decembrie 1995 pentru a proteja un număr necunoscut de specii din flora spontană și fauna sălbatică aflate în arealul zonei. Situl a fost protejat și ca arie specială de conservare în martie 2011.

## Biodiversitate
Situată în ecoregiunea boreală, aria protejată conține 6 habitate naturale: Pajiști fino-scandinave uscate până la mezice, bogate în specii de altitudine mică, Păduri aluvionare cu Alnus glutinosa și Fraxinus excelsior (Alno-Padion, Alnion incanae, Salicion albae), Pășuni din zone de pădure fino-scandinave, Fânețe de joasă altitudine (Alopecurus pratensis, Sanguisorba officinalis), Păduri de conifere pe eskere fluvioglaciare sau legate la acestea, Pajiști cu Molinia pe soluri calcaroase, turboase sau argilos-nămoloase (Molinion caeruleae).
La baza desemnării sitului se află un număr nedeclarat de specii protejate.